# Yalın Mimarlık
 (mai 2021).
Yalın Mimarlık est une agence d'architecture turque. Fondée en 2011, ses bureaux sont situés dans le district de Beykoz, à Istanbul.
La qualité du travail de l'agence est vite reconnue au niveau national. L'un de ses fondateurs, Ömer Selçuk Baz (tr), reçoit en 2011 le prix de la jeune architecture (en turc : Genç Mimar Ödülü) décernée par le magazine spécialisé Akitera (tr).
La réalisation la plus prestigieuse de Yalın Mimarlık  est sans doute le nouveau musée de Troie, inauguré fin 2018 par le président turc Recep Tayyip Erdoğan. Ce musée a reçu une mention spéciale lors de l'édition 2020 du prix du musée européen de l'année.
L'agence fait partie des récipiendaires du Global Award for Sustainable Architecture 2022 de l'UNESCO.